# Спиричева, Тамара Ивановна
Тамара Ивановна Спиричева (Спиричева-Клинова; род. 6 ноября 1940) — советская и российская актриса, заслуженная артистка Российской Федерации (2004).

## Биография
Родилась 6 ноября 1940 года.
С 1960 года, окончив Горьковскую театральную студию, работала в Архангельском, Симферопольском, Кировском драматических театрах, Московском Литературно-драматическом театре ВТО.
В 1971—1998 годах — актриса Московского театра им. Гоголя.
С 1992 года — ведущая актриса Русского духовного театра «Глас».

## Творчество
На сцене создала более 50 разноплановых ролей, в том числе:
- Наташа («На дне» М. Горького)
- Вера Коломийцева («Последние» М. Горького)
- Анютка («Власть тьмы» Л. Н. Толстого)
- Нина («Маскарад» М. Ю. Лермонтова)
- Ленка Волкова («Верхом на дельфине» Л. Жуховицкого)
- Ксения («Борис Годунов» А. С. Пушкина)

В кино дебютировала в 2004 году в эпизодической роли в детективном сериале «Даша Васильева. Любительница частного сыска 3». К 2016 году её фильмография насчитывает более 70 ролей (в основном эпизодических) в различных теле- и кинопроектах.

### Избранные роли
Роли в театре
- Пульхерия Ивановна — «Раб Божий Николай» (Н. Гоголь), режиссёр Н. Астахов.
- Полина Андреевна — «Репетируем Чайку» (А. Чехов), режиссёр Н. Астахов.
- Бальзаминова — «Женитьба Бальзаминова», режиссёр К. Белевич
- монахиня — «Великая княгиня Е. Ф. Романова (Возвращение)»
- Мать — «Живы Будем, не помрем!» (по мотивам произведений В. Шукшина), режиссёр Н. Астахов.
- Мать — «Ванька, не зевай!» (по мотивам произведений В. Шукшина), режиссёр Н. Астахов.
- Бабушка — «Это Сам Христос Малютка»
- Анна Андреевна — «Ревизор»

## Фильмография
- 2021 — Потерянные — Антонина Александровна Чернова
- 2020 — Казанова — Екатерина Николаевна, сотрудница архива центрального московского ЗАГСа
- 2020 — Катя и Блэк — эпизод
- 2019 — Годунов. Продолжение — мать Лжедитрия I
- 2019 — Душегубы — соседка Ларина
- 2016 — Вышибала — баба Лида
- 2015 — Сельский учитель — Марья Терентьевна
- 2015 — Тень стрекозы — Ирина Михайловна
- 2015 — А у нас во дворе... — баба Саня
- 2015 — Метод — мать Гены
- 2014 — Анжелика — бабушка Лики
- 2012 — Кто, если не я? — Алевтина Андреевна
- 2012 — Без срока давности — баба Маша (Мария Викторовна Савельева)

2011 —  Тонкая грань — Екатерина Михайловна
- 2009 — Заградотряд. Соло на минном поле — баба Нюра
- 2009 — Час Волкова — старушка
- 2009 — Участковая — Раиса Васильевна Калачева, мать Вити
- 2009 — Тетя Клава фон Геттен — Анна Карловна
- 2009 — Всегда говори «всегда» — баба Настя, целительница
- 2008–2009 — Универ — бабушка Тани
- 2008–2009 — Рыжая — баба Варя
- 2008 — Я лечу — Смирнова
- 2008 — Шальной ангел — старушка-вещунья
- 2008 — Солдаты 15. Новый призыв — эпизод
- 2008 — Одна ночь любви — Аграфена, тетушка Кати Урусовой
- 2008 — Общая терапия — Виктория Никифорова, пациентка
- 2008 — Мы странно встретились — баба Тоня
- 2008 — Мы из будущего — мама Соколова Дмитрия
- 2008 — Когда не хватает любви — Раиса Львова
- 2008 — Время счастья — Софья Матвеевна, соседка в Сочи
- 2008 — Висяки — мать Петакова
- 2007 — 2009 — Папины дочки — старушка
- 2007 — 2009 — Огонь любви — Софья Никитична Королёва, бабушка Светы и Жени
- 2007 — Спецгруппа — эпизод
- 2007 — Солдаты 13 — эпизод
- 2007 — На пути к сердцу — эпизод
- 2007 — Моя мама — Снегурочка — эпизод
- 2007 — Заражение — Максимовна
- 2007 — Если у Вас нету тети… — Елизавета Петровна
- 2006 — Червь — Бабушка Инги
- 2006 — Врачебная тайна — Зинаида Степановна Карпова
- 2006 — Аэропорт-2 — Нина Александровна, мать Макса
- 2006 — 977 — эпизод
- 2005 —2009  — Адвокат — Евдокия Ивановна, бабушка дезертира
- 2005 — Адам и превращения Евы — бабушка на лавочке
- 2005 — Нечаянная радость — старушка на улице
- 2004 —2013  — Кулагин и партнёры — эпизоды
- 2004 — Не забывай — акушерка